# Кокшаров, Виктор Анатольевич
Ви́ктор Анато́льевич Кокшаро́в (род. 1 августа 1964, Каменск-Уральский, Свердловская область) — российский историк и государственный деятель, председатель Правительства Свердловской области (2007—2009), ректор (9 апреля 2010 года — 30 мая 2025 года) и почётный президент (с 16 июля 2025 года) Уральского федерального университета имени первого Президента России Б. Н. Ельцина. Кандидат исторических наук (1992).

## Образование
В 1986 году окончил исторический факультет Уральского государственного университета имени А. М. Горького.
Проходил повышение квалификации по программам Фонда Фридриха Науманна (Германия), ТАСИС (в УрАГС), информационного агентства США по государственной поддержке малого и среднего бизнеса, окончил курсы повышения квалификации по программе института Джона Смита в Бирмингемском университете.

## Карьера
После получения диплома остался работать в УрГУ, был ассистентом кафедры истории СССР, секретарём комитета ВЛКСМ, старшим преподавателем кафедры новейшей истории и теории международных отношений. В 1995 году перешёл в Уральское отделение РАН на должность главного специалиста управления внешних связей президиума отделения.
В начале 2000-х годов стал начальником информационно-аналитического управления Министерства международных и внешнеэкономических связей Свердловской области. 11 мая 2004 года указом губернатора Свердловской области Эдуарда Росселя Кокшаров был назначен министром международных и внешнеэкономических связей Свердловской области (в правительстве Алексея Воробьёва). Пост министра оставался вакантным с марта, когда прежний руководитель ведомства Юрий Осинцев был избран председателем Палаты представителей Законодательного собрания Свердловской области.
18 июня 2007 года Воробьёв, возглавлявший областное правительство более 11 лет, подал в отставку «по состоянию здоровья». И в тот же день 18 июня, Россель официально внёс в Областную думу на утверждение премьером кандидатуру Кокшарова. На следующий день, 19 июня, Кокшаров был утверждён в должности.
19 августа 2009 года президиум генерального совета партии «Единая Россия», принял решение внести президенту Российской Федерации предложение о трех кандидатурах на должность губернатора Свердловской области (В. А. Кокшаров, А. С. Мишарин, Э. Э. Россель). 10 ноября президент Дмитрий Медведев внёс в Областную думу на утверждение в должности Губернатора Свердловской области кандидатуру Мишарина, который был утверждён в должности и приступил к исполнению возложенных на него обязанностей 23 ноября 2009 года.
С 23 ноября по 7 декабря 2009 года Виктор Анатольевич Кокшаров продолжал руководить правительством области в качестве исполняющего обязанности председателя. 7 декабря новый губернатор внёс на рассмотрение Законодательного собрания области кандидатуру Анатолия Леонидовича Гредина, ставшего новым Председателем Правительства Свердловской области.
9 апреля 2010 года распоряжением Правительства РФ за подписью В. В. Путина Виктор Кокшаров назначен ректором вновь создаваемого Уральского федерального университета на 5 лет.
В апреле 2015 года Дмитрий Медведев продлил полномочия Кокшарова ещё на 5 лет.
В апреле 2016 года Виктор Кокшаров подал документы на праймериз партии «Единая Россия» для того, чтобы его выдвинули кандидатом в Законодательное собрание Свердловской области и вскоре был включён в список кандидатов, где он значился «сторонником» этой партии. По итогам голосования Кокшарова обошёл его собственный подчиненный — доцент одной из кафедр Уральского федерального университета Михаил Клименко. Однако Кокшаров всё равно был выдвинут в областное Законодательное собрание от «Единой России» по тому же округу, где проиграл праймериз, но по партийному списку.
13 апреля 2020 года председатель Правительства РФ Михаил Мишустин продлил полномочия Кокшарова ещё на 5 лет.
22 апреля 2025 года Кокшаров был назначен на должность и. о. ректора и с 30 мая был сменён на этой должности директором института радиоэлектроники и информационных технологий — РтФ УрФУ Ильёй Обабковым. 23 июня Большой учёный совет УрФУ избрал Кокшарова на должность президента вуза, 16 июля Кокшаров был назначен президентом УрФУ. Ранее президентом вуза был Станислав Набойченко с 2007 по 2013 год.

## Доходы и имущество
По итогам 2014 года Кокшаров по своим доходам обошёл остальных ректоров государственных вузов Екатеринбурга, заработав за год 11 млн 845 тысяч рублей. При этом формально собственности у Кокшарова была только квартира площадью 107 м². Его супруга заработала за 2014 год только 418 тысяч рублей. В собственности жены Кокшарова значились дом и земельный участок. В 2015 году он заработал уже 12,8 млн рублей.

## Санкции
6 марта 2022 года после вторжения России на Украину подписал письмо в поддержу российской агрессии. С 9 июня 2022 года находится под персональными санкциями Украины за поддержку войны. Также был внесён ФБК в список коррупционеров и разжигателей войны за поддержку нападения на Украину, 16 марта 2022 года форумом свободной России внесён в «Список Путина» и доклад «поджигателей войны» с предложением введения против него международных санкций.

## Награды и премии
- 12 июня 2017 — Медаль ордена «За заслуги перед Отечеством» II степени — за заслуги в развитии науки, образования, подготовке квалифицированных специалистов и многолетнюю добросовестную работу[24]
- 12 декабря 2017 — Орден Полярной звезды (Монголия)[25]
- 3 марта 2020 — Знак отличия «За заслуги перед Свердловской областью» III степени[26]
- 27 июня 2023 — Медаль ордена «За заслуги перед Отечеством» I степени — за заслуги в научно-педагогической деятельности, подготовке высококвалифицированных специалистов и многолетнюю добросовестную работу